# 583. pehotni polk (Wehrmacht)
Za druge 583. polke glejte 583. polk.
583. pehotni polk (izvirno nemško Infanterie-Regiment 583) je bil eden izmed pehotnih polkov v sestavi redne nemške kopenske vojske med drugo svetovno vojno.

## Zgodovina
Polk je bil ustanovljen 26. oktobra 1940 kot polk 13. vala na področju Gere iz delov 292., 378. in 379. pehotnega polka; polk je bil dodeljen 319. pehotni diviziji.
14. četa je bila ustanovljena 1. januarja 1942.
15. oktobra 1942 je bil polk preimenovan v 583. grenadirski polk.